# Bīriņu Slot
Bīriņu Slot (lettisk: Bīriņu pils; i ældre kilder på tysk: Büringshof) er et slot i det historiske landskab Vidzeme i det nord-østlige Letland.
Bīriņu Slot opførtes efter et projekt af arkitekt Friedrich Wilhelm Hess i årene 1857–60 for den tyskbaltiske  Baron August von Pistohlkors. Slottet har to etager med en tre-etagers risalit i midten. Alle fire hjørner af bygningen er prydet med tårne - tre af disse tårne er små og dekorative, mens det sydvestlige tårn er større. Slottet er asymmetrisk, og passer derfor til den  nygotiske byggestil. Slottet er omgivet af en stor landskabspark, hvor  von Pistohlkors' familie-mausoleum befinder sig, selvom det er blevet udsat for hærværk i løbet af de sidste mange års sovjetiske besættelse.
Det indvendige af slottet er udført i nyrenæssance med en bred entré, balkon og en dobbelt trappe udført i eg, der byder på  træsnit. Spisesalen har et hvælvet træloft og åbner ud mod en terrasse, der går ned til søen. Der er en rigt udsmykket sal på slottets øverste sal med originale lyse brændeovnsfliser.
Slottet blev genopbygget i begyndelsen af det 20. århundrede efter et projekt af arkitekten Rudolf Heinrich Zirkwitz. Under genopbygningen blev facaden forenklet og gjort mindre udsmykket. Efter ombygningen blev slottet i 1926 omdannet til kursted for medarbejdere i trykkeindustrien. Efterfølgende, og frem til 1995, var der forskellige kursteder i paladset. I Sovjet-tiden blev slottets interiør udsmykket med malerier, der forherliger den sovjetiske ideologi.
I 1994 slottet blev udlejet, og nu er den private ejendom. Slottet, bygninger og landskabet omkring slottet er blevet rekonstrueret siden 1995. I dag er der hotel i paladset.